# Lethrinops lethrinus
Lethrinops lethrinus és una espècie de peix de la família dels cíclids i de l'ordre dels perciformes.

## Morfologia
Els mascles poden assolir els 20 cm de longitud total.

## Distribució geogràfica
És un endemisme del llac Malawi (Àfrica oriental).